# Quai Chauveau
Le quai Chauveau est une courte voie longeant la rive droite de la Saône dans le 9e arrondissement de Lyon, en France. Il porte le nom du vétérinaire français Auguste Chauveau (1827-1917), directeur de l'ancienne école nationale vétérinaire de Lyon dont les bâtiments y sont situés. Ceux-ci occupaient les bâtiments de l'ancien clos des Deux-Amants, d'abord couvent, puis  école vétérinaire et enfin Conservatoire national de musique et de danse depuis 1988.

## Situation
Il commence côté amont (au nord) à la fin du quai Arloing, à environ 20 m en aval du pont Kœnig ; la première maison après le pont est le dernier numéro (no 40) du quai Arloing.
Il se termine côté aval (au sud) au coin de la montée de l'Observance, au début du quai Pierre-Scize,.
Sa longueur est d'environ 200 m et il ne comporte que 4 numéros de maisons.

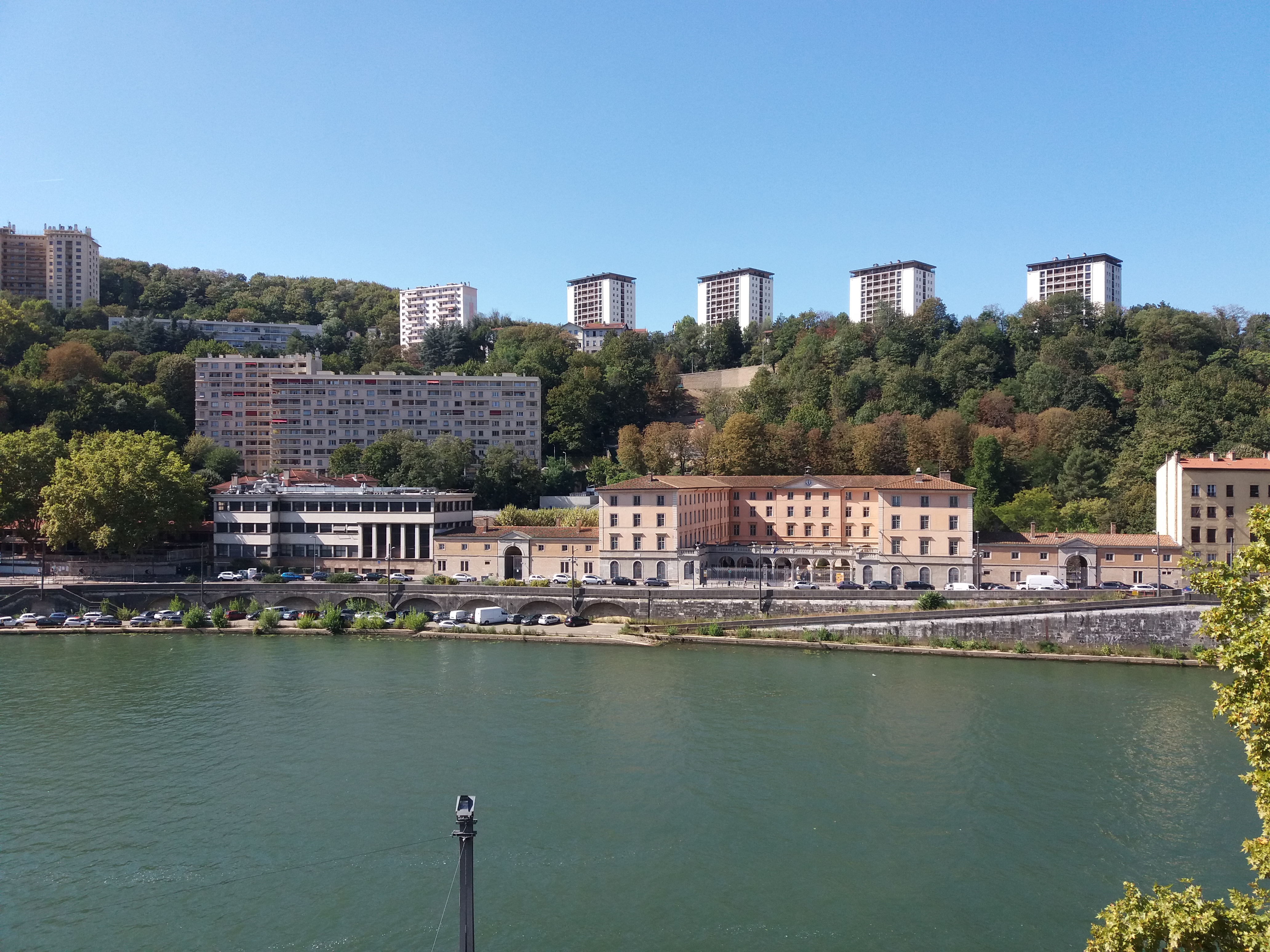
Le quai Chauveau entier vu depuis le grenier d'abondance (rive gauche)
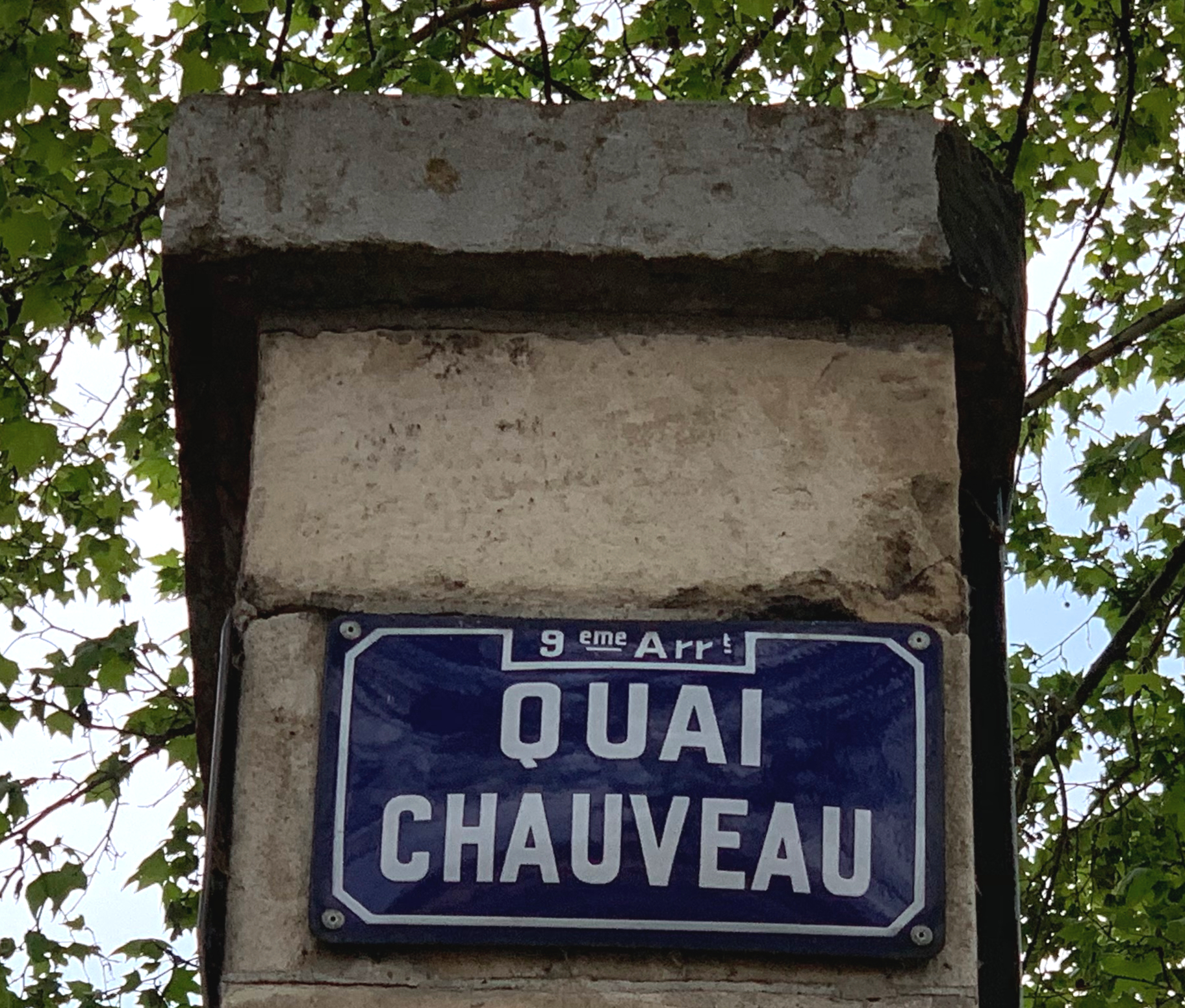
Plaque de rue au coin de la montée de l'Observance
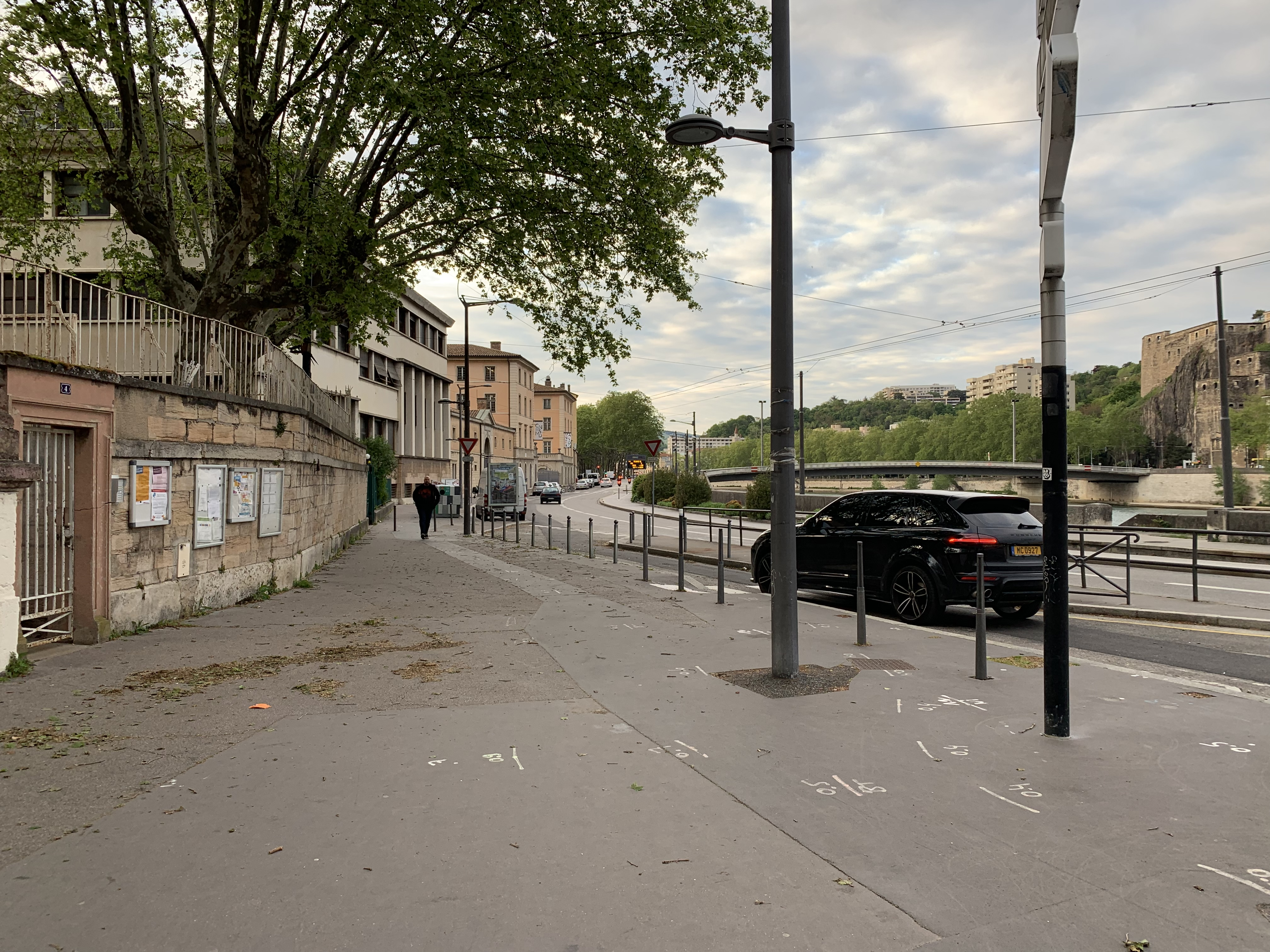
Quai Chauveau, vue vers l'amont et le pont Kœnig

## Odonymie
Le quai est nommé en l'honneur de Auguste Chauveau (1827, Villeneuve la Guyard (Yonne) - 4 janvier 1917, Paris, enterré à Loyasse). Il était directeur de l'école nationale vétérinaire de Lyon, professeur à la faculté de médecine de Lyon et s'est distingué à plusieurs titres : mise au point de plusieurs vaccins dont celui contre le charbon ; découvertes en anatomie, notamment en anatomie cardiaque avec le cardiographe ; découvertes en physiologie et microbiologie sur les virus et les anticorps ; découverte de la combustion du glucose dans les muscles ; première mondiale pour l'implantation d'une sonde cardiaque. Grand croix de la légion d'honneur, président de nombreuses associations et autres institutions. Un virus porte son nom, le Bacterium chauvoei (en). Sa statue au quai Chauveau a été inaugurée le 7 novembre 1926.
Le nom actuel a été attribué au quai le 7 février 1919 (délibération municipale). Auparavant, cette voie était appelée rue de l'Observance.

## Histoire

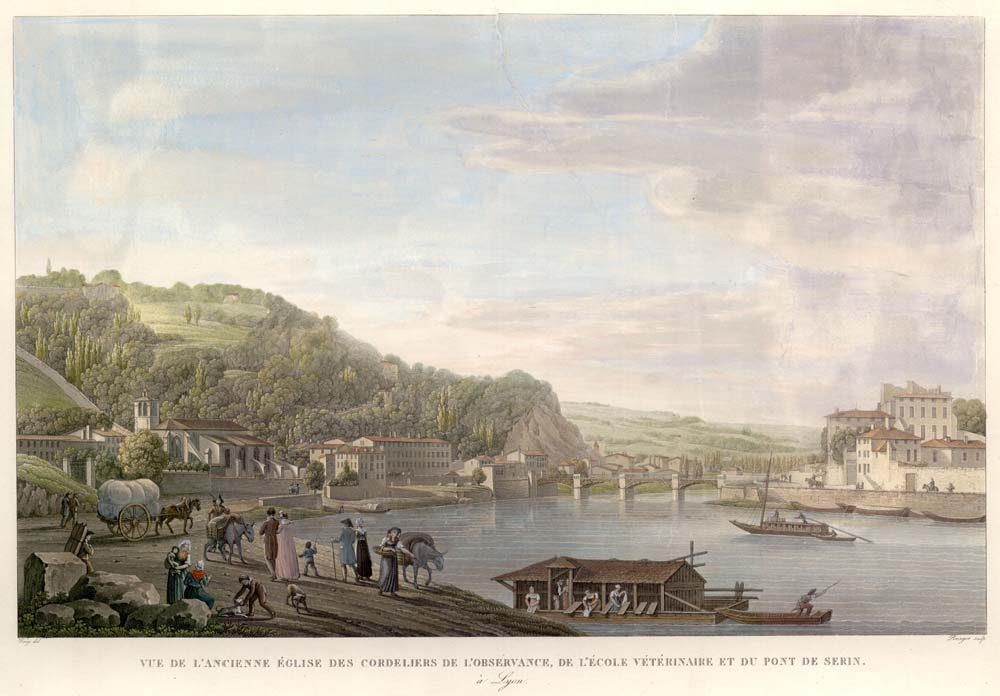
Vue de l’ancienne église des Cordeliers, de l’Observance, de l’École vétérinaire et du Pont de Serin à Lyon, Pierre-Nicolas Wery, 1819
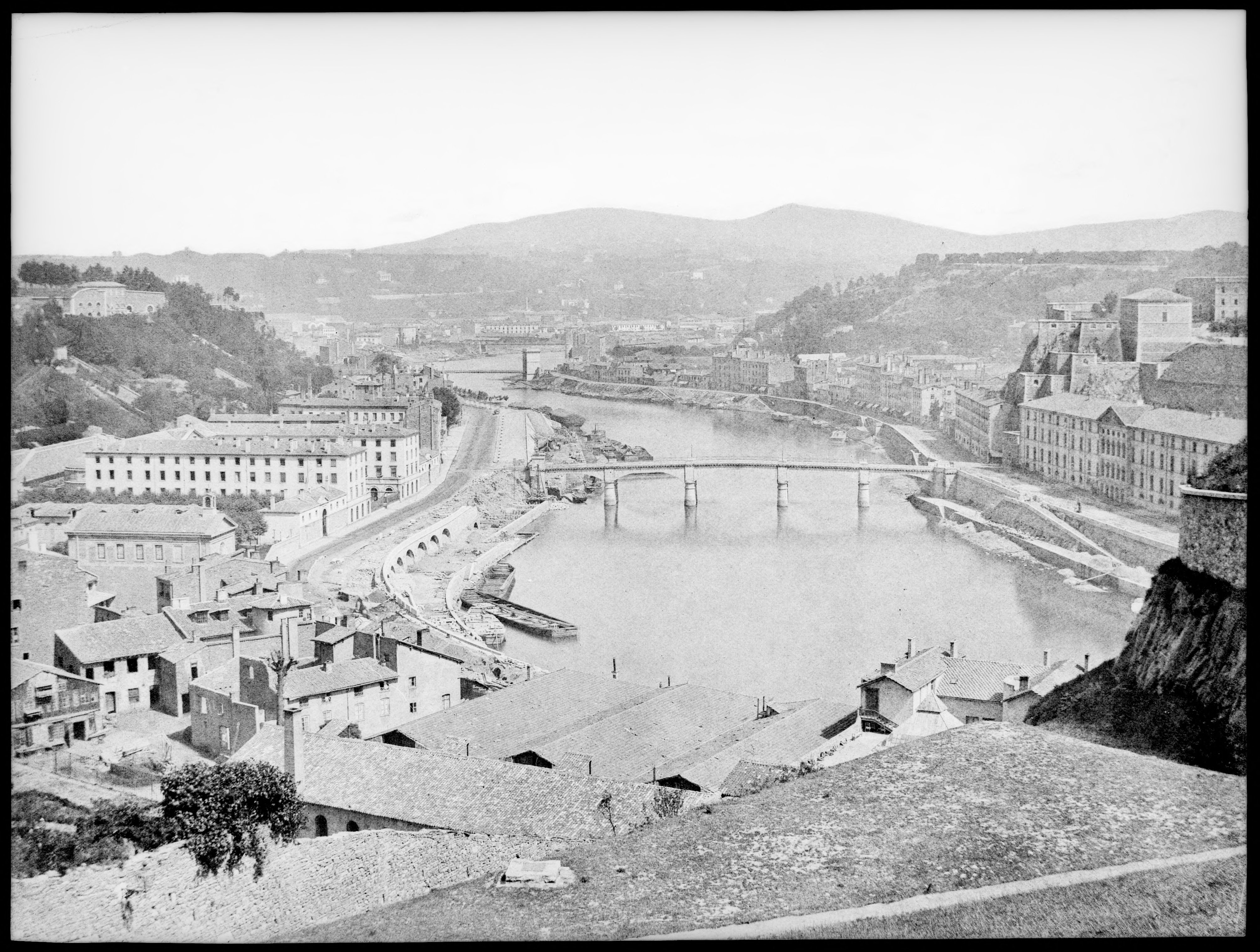
Entre 1855 et 1875
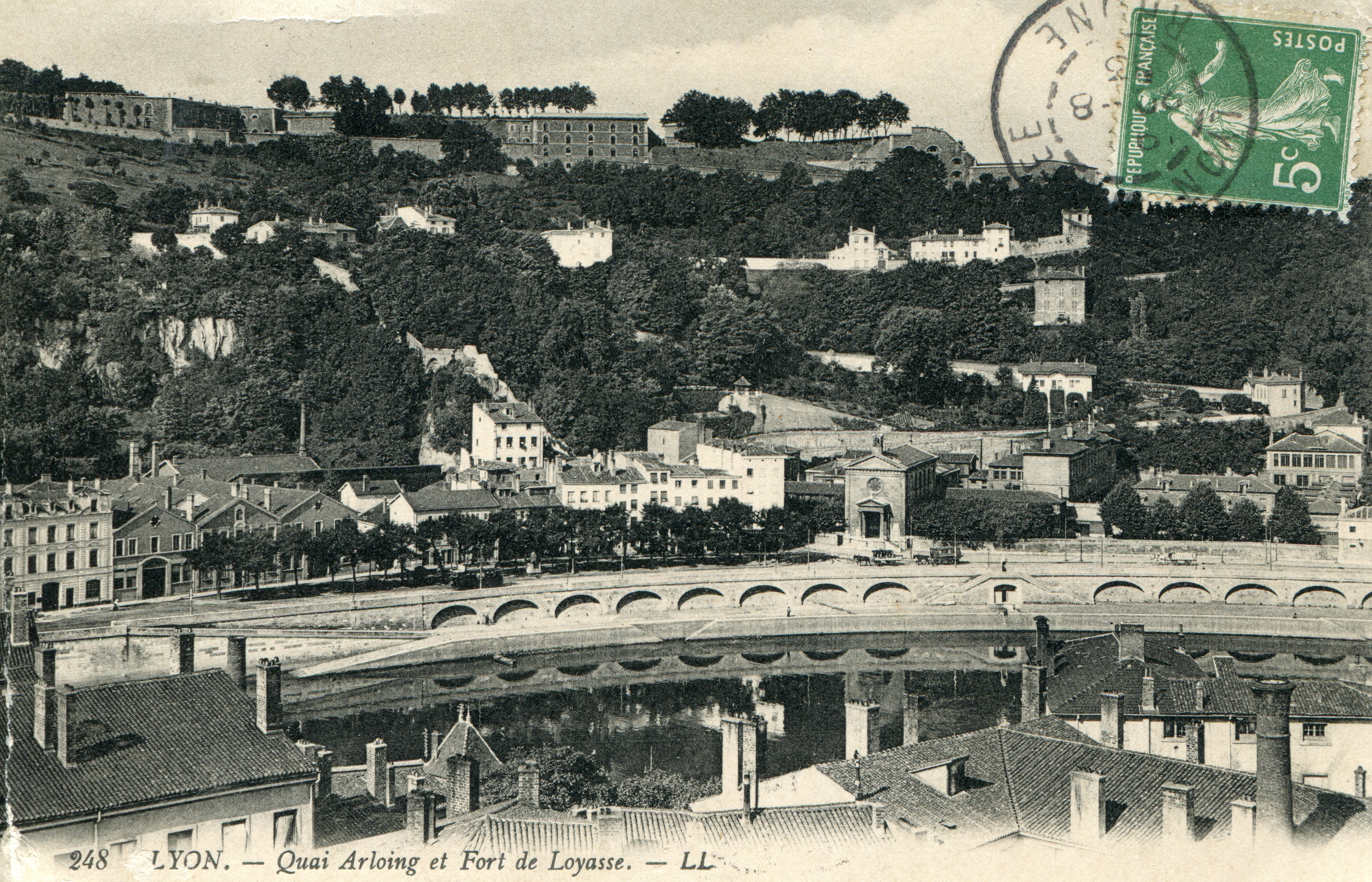
1906

## Description
Le quai n'a pas de rues ou voies attenantes.
no 1, 2 et 3

Représentations de l'ancien tombeau romain des Deux-Amants (démoli en 1707).

Vestiges du clos des Deux-Amants, conservatoire national de musique et de danse abritant la médiathèque Nadia-Boulanger et la salle Varèse. Ancien site de l'École vétérinaire.

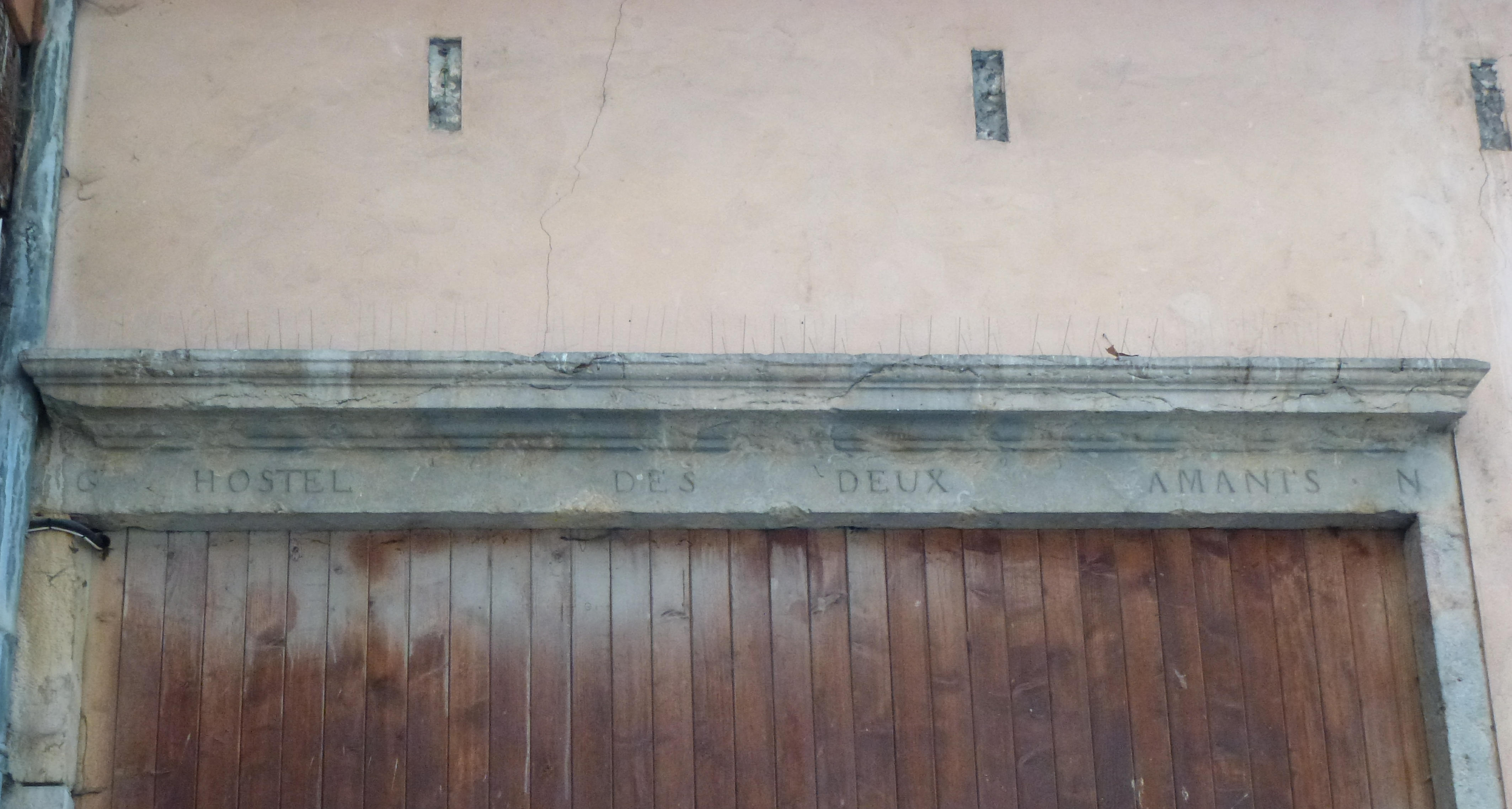
Évocation de l'« Hostel des Deux-Amants ».
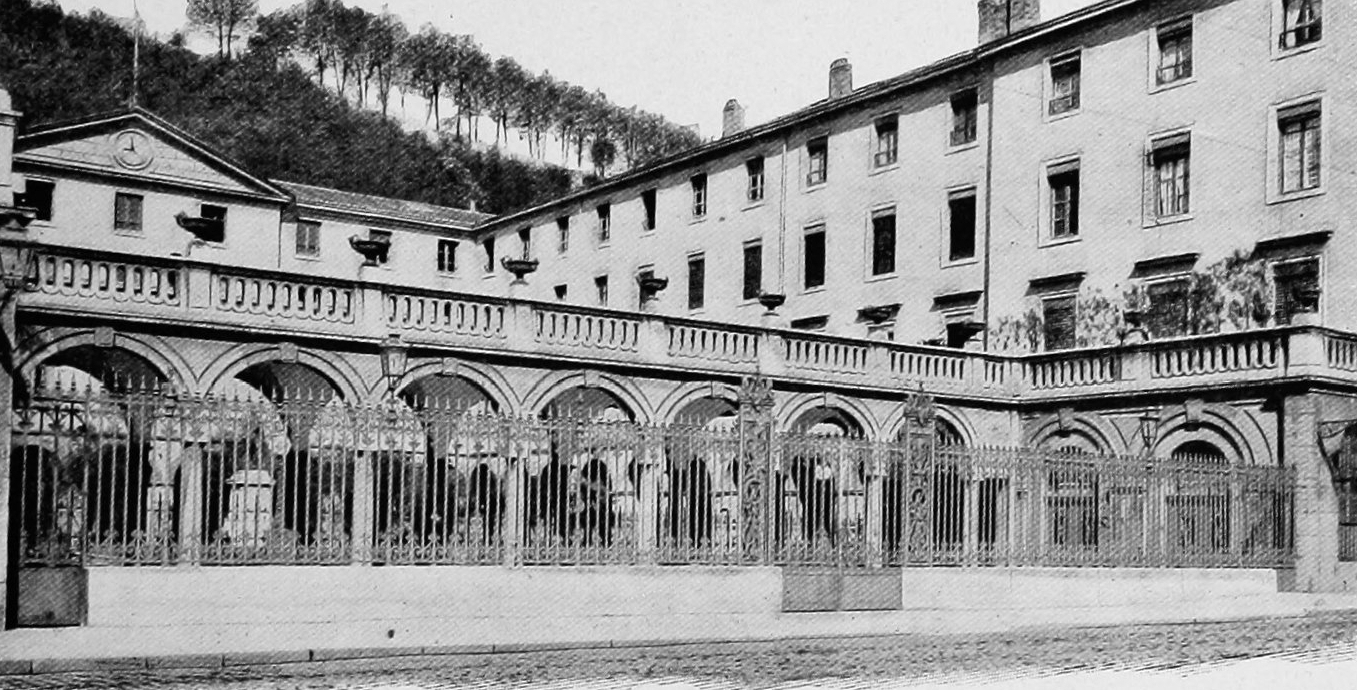
École vétérinaire, 1901-1902.
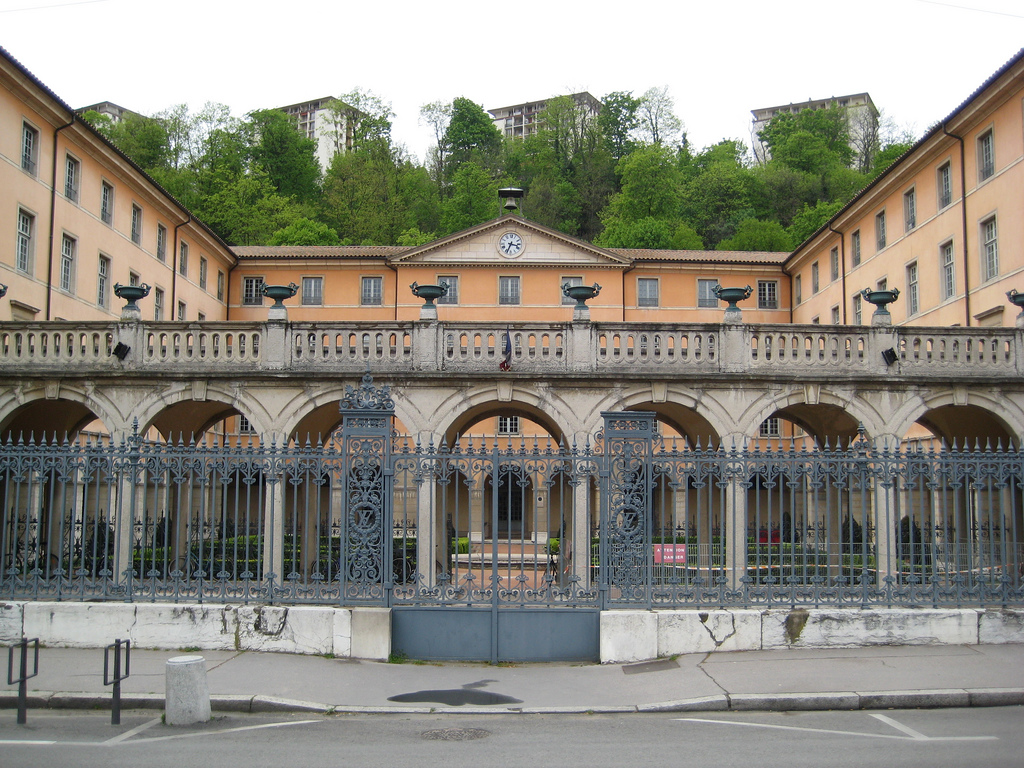
Conservatoire national de musique et de danse.
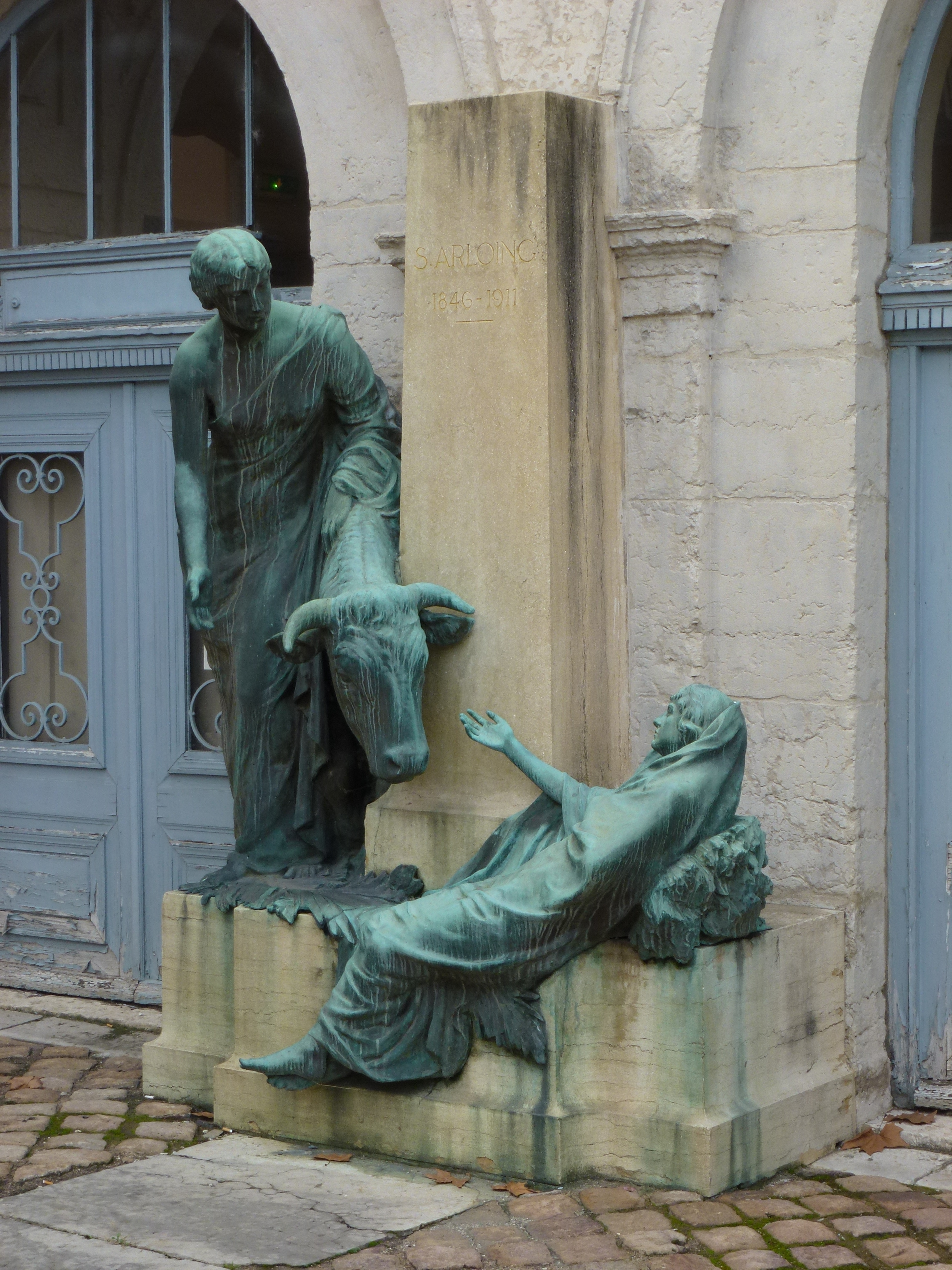
Statue en l'honneur de Saturnin Arloing.

no 3 bis
Un bâtiment moderne abrite des bureaux d'administrations : la DIREN (service de l'eau), le CEMAGREF, SMAR (mutuelle du ministère de l'Agriculture et organismes rattachés) et d'autres services du ministère de l'Agriculture.
no 4
École maternelle Chevalier Bayard.

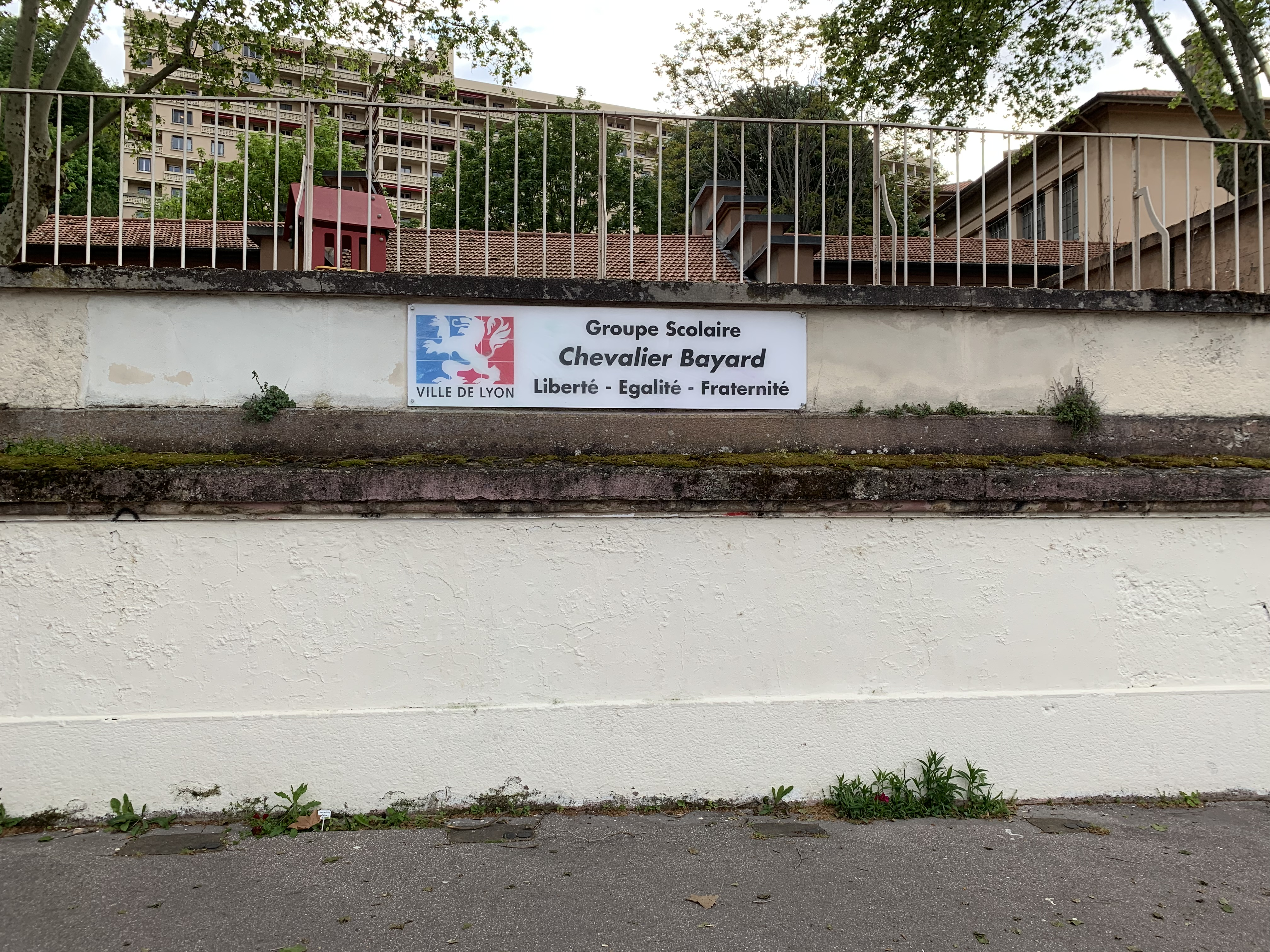
École du Chevalier Bayard, au no 4.